# Umm Batin
Umm Batin (Hebreeuws: אום בטין, Arabisch: أمّ باتين) is een dorp van de regionale raad van Al-Kasom. Het dorp ligt in het noordelijk deel van de Negev.

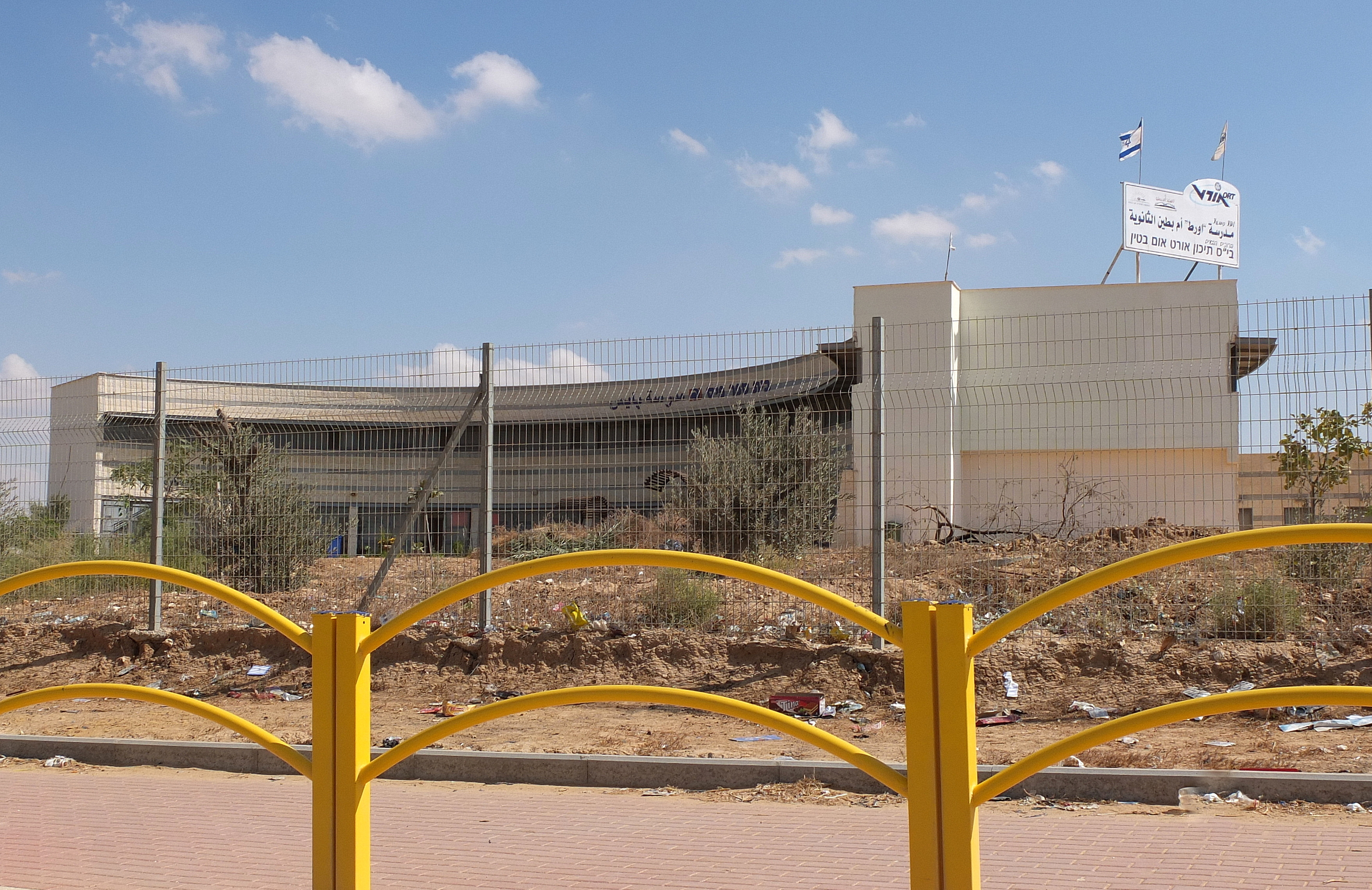
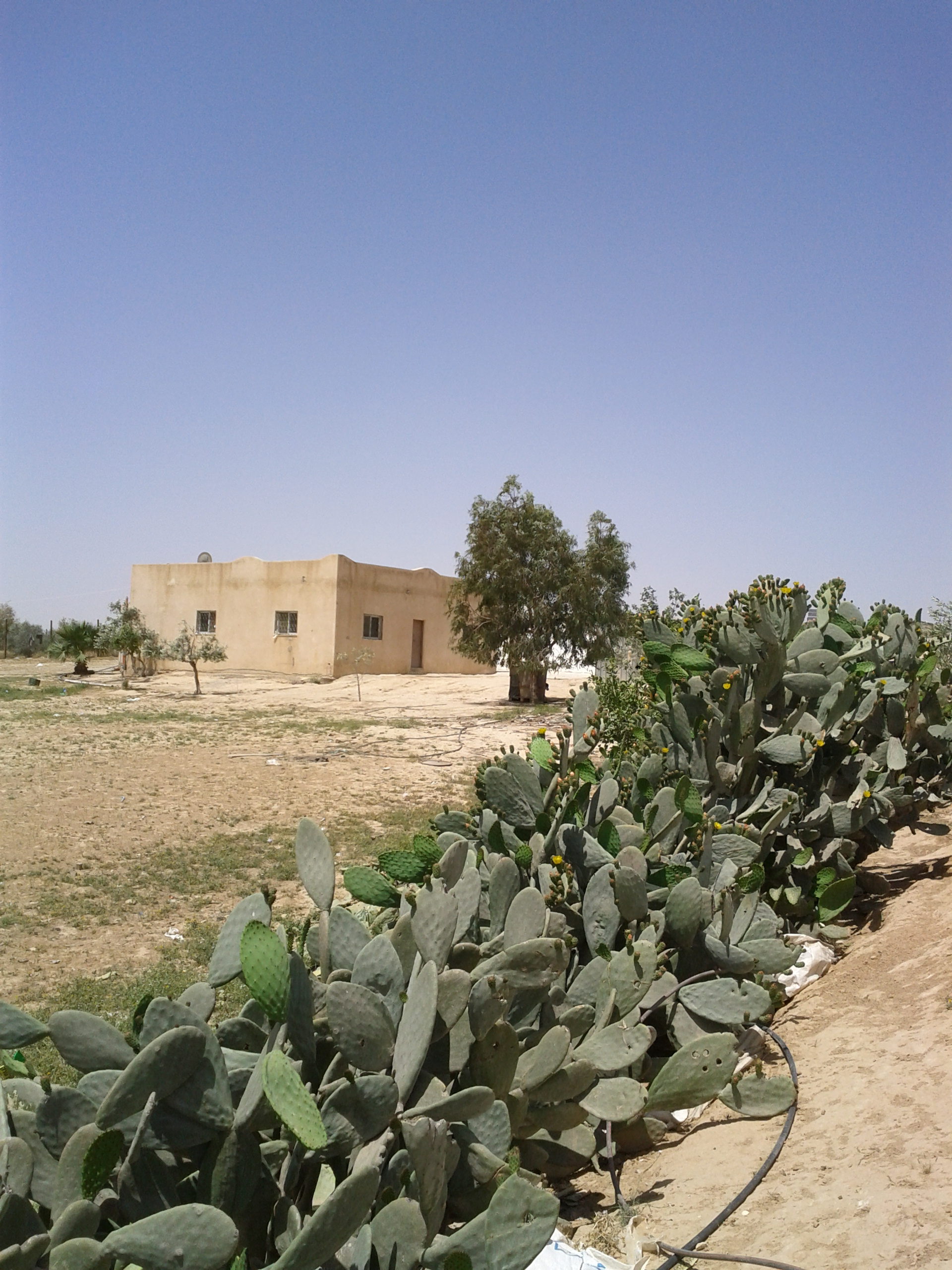
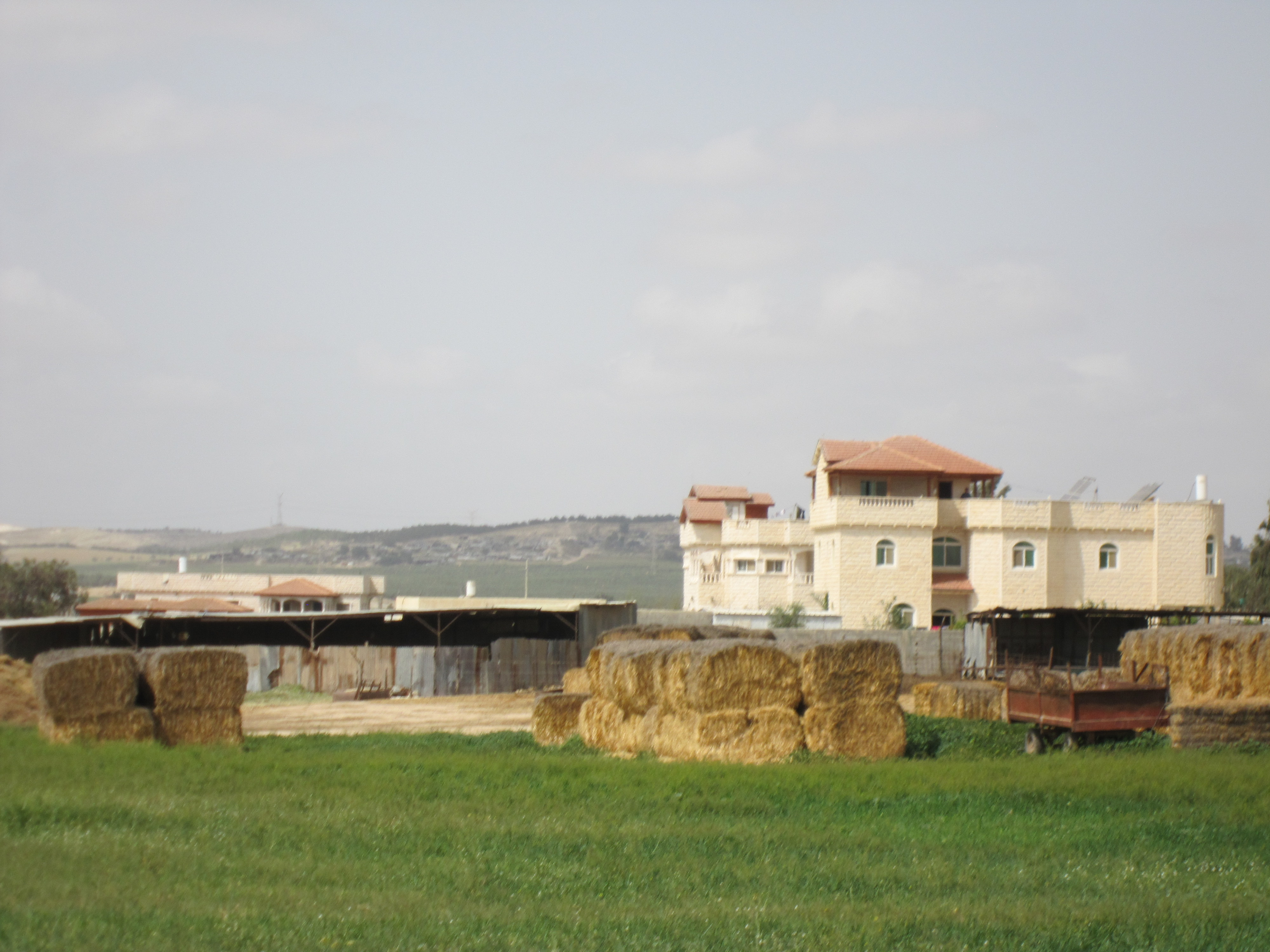

Al-Sayed · Derig'at · Kukhleh · Makhul · Mulada · Tirabin al-Sana · Umm Batin